# Prefettura di Wakayama
Wakayama (和歌山県?, Wakayama-ken) è una prefettura giapponese con circa un milione di abitanti, che si trova nella regione di Kansai, sull'isola di Honshū. Il suo capoluogo è l'omonima città di Wakayama.

## Geografia fisica
La prefettura di Wakayama confina a nord con la prefettura di Ōsaka, e ad est con le prefetture di Mie e Nara.
Si affaccia ad ovest sul mare interno, e a sud sull'Oceano Pacifico.

### Città
La prefettura di Wakayama comprende 9 città:
- Arida
- Gobō
- Hashimoto
- Iwade
- Kainan
- Kinokawa
- Shingū
- Tanabe
- Wakayama (capoluogo)

### Paesi e villaggi
| - Distretto di Arida - Aridagawa - Hirogawa - Yuasa - Distretto di Hidaka - Hidaka - Hidakagawa - Inami - Mihama - Minabe - Yura | - Distretto di Higashimuro - Kitayama - Kozagawa - Kushimoto - Nachikatsuura - Taiji - Distretto di Ito - Katsuragi - Kōya - Kudoyama | - Distretto di Kaisō - Kimino - Distretto di Nishimuro - Kamitonda - Shirahama - Susami |

## Agricoltura
La provincia di Wakayama è al primo posto in Giappone per la produzione di miyagawa (detti anche mikan), varietà di mandaranci senza semi, particolarmente dolci e saporiti. Il maggiore centro di produzione si trovano nel distretto di Arida, dove la coltivazione ebbe inizio nel XVI secolo. I miyagawa di Arida coprivano nel 2018 il 10% della produzione di arance e mandarini dell'intero Giappone. Anche l'hassaku, agrume simile a un pompelmo con il colore di un'arancia, è un prodotto tipico della prefettura di Wakayama, che nei primi anni del XXI secolo ne raccoglieva il 68% della produzione nazionale. La prefettura vanta il primato di produzione in Giappone anche di Prunus mume (梅?, ume), ibrido di albicocca-prugna da cui si ricavano i popolari umeboshi e umeshu, con il 70% della produzione nazionale nel 2016.